# Tonkiele
Tonkiele – wieś w Polsce położona w województwie podlaskim, w powiecie siemiatyckim, w gminie Drohiczyn. Leży nad Bugiem. Przez miejscowość przechodzi droga krajowa nr 62 z mostem nad Bugiem. 
W latach 1975–1998 miejscowość administracyjnie należała do województwa białostockiego.
Niegdyś wieś bojarów putnych zamku drohickiego.
W miejscowości znajduje się cmentarz wojenny z 1941 o powierzchni 0,3 ha. Pochowano na nim 25 tysięcy jeńców radzieckich i osób cywilnych zamordowanych przez Niemców. Symbolicznie ustawiono tam 24 małe pomniki oraz obelisk.
Wierni Kościoła rzymskokatolickiego należą do parafii Trójcy Przenajświętszej w Drohiczynie.